# Bracon albolineatus
Bracon albolineatus är en stekelart som beskrevs av Cameron 1910. Bracon albolineatus ingår i släktet Bracon och familjen bracksteklar. Inga underarter finns listade.